# Daniel Huber (Mathematiker)

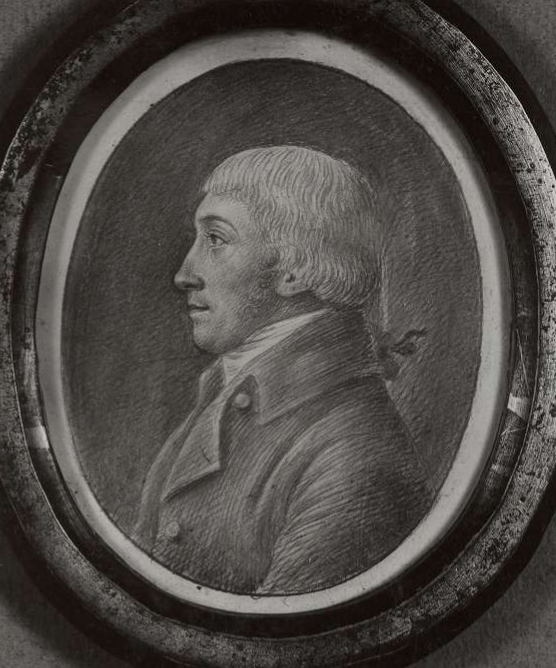
Daniel Huber

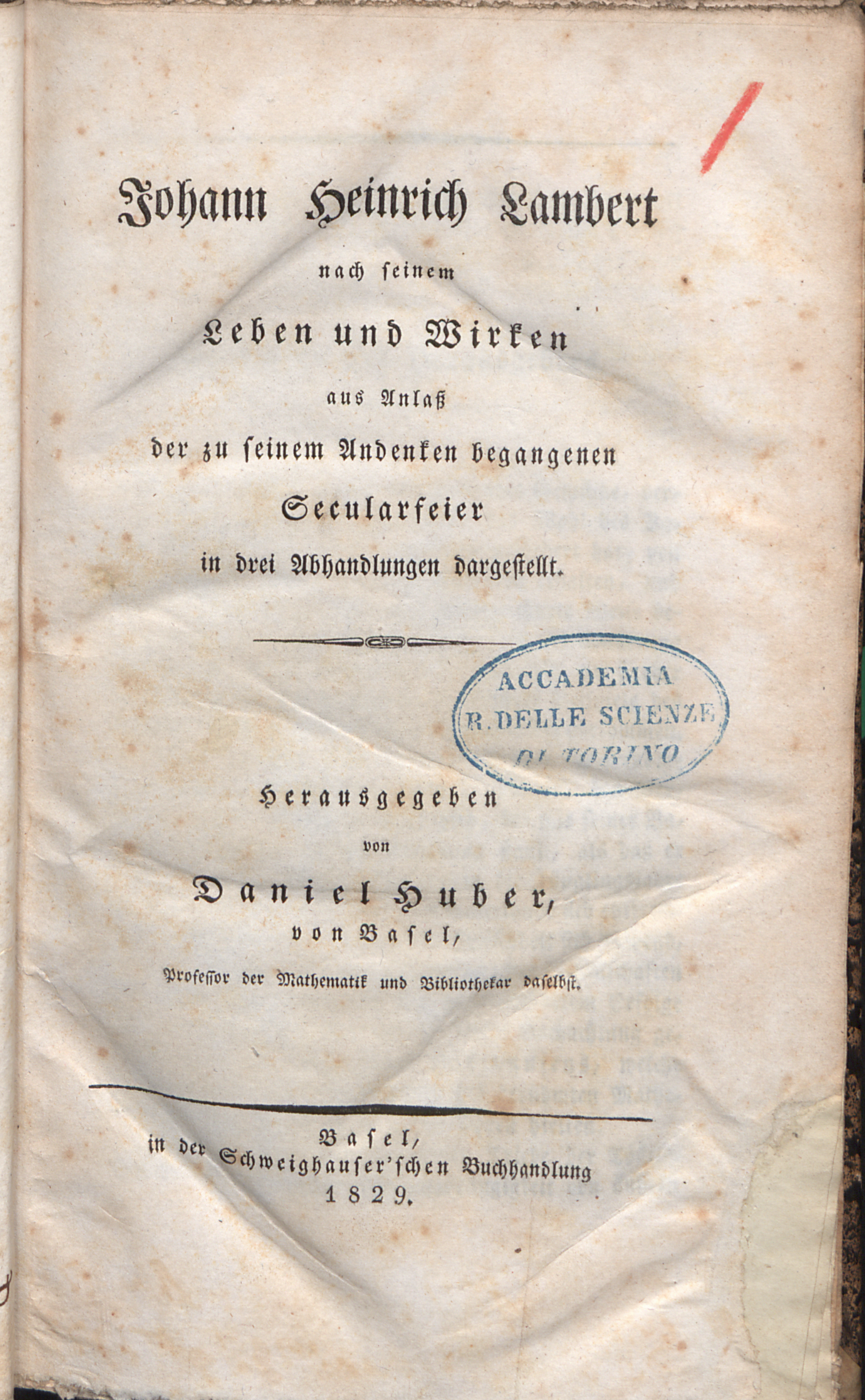
Johann Heinrich Lambert nach seinem Leben und Wirken, 1829

Daniel Huber (* 23. Juni 1768 in Basel; † 3. Dezember 1829 ebenda) war ein Schweizer Mathematiker und Astronom an der Universität Basel, deren Rektor er 1804 turnusgemäss war.

## Leben
Er war Sohn des Astronomen Johann Jakob Huber (1733–1798) und dessen Frau Rosina, geborene Rohner (1737–1812), sowie Bruder des Geschichtsprofessors und Pfarrers Johann Rudolf Huber (1766–1806) – einem Mitbegründer der Basler Bibelgesellschaft. 1802 heiratete er Caroline Battier (1765–1825).
Huber studierte in Basel klassische Philologie und Medizin. Ab 1792 war er Mathematikprofessor an der Basler Universität und ab 1802 Direktor der Universitätsbibliothek, die er in seinem Erbe bedachte. Er arbeitete über Kometen, Refraktion, die Säkularparallaxe der Sonne und den Lichtwechsel des Algol. Ab 1815 war er an der trigonometrischen Vermessung des Basler Gebiets beteiligt. 1817 gründete er die Naturforschende Gesellschaft in Basel.